# Bouguirat
Bouguirat est une commune de la wilaya de Mostaganem en Algérie.

## Géographie

### Situation
| Sirat     | Safsaf Souaflia | Safsaf     |
| Sirat     | Bouguirat       | Yellel     |
| El Ghomri | Sidi Saada      | Sidi Saada |

## Histoire

### Période coloniale française
Bouguirat a été fondé par un décret fait à Paris le 16 avril 1862 : « Napoléon, par la grâce de Dieu et la volonté nationale, Empereur des Français [...] créé dans la plaine de Bouguirat, province d'Oran, sur la route de Mostaganem à Relizane, un centre de population de 48 feux qui prendra le nom de Bouguirat ».

## Administration
Chronologie de Bouguirat :
- 16 avril 1862 : Création d'un centre d'accueil affilié à Relizane[3]
- 1 avril 1865 : Modernisation de l'annexe de Bouguirat appartenant à la commune de Relizane [4]
- 06 juillet 1869 : Bouguirat est une commune plein exercice [3]

## Démographie
Selon le recensement général de la population et de l'habitat de 2008, la population de la commune de Bouguirat est évaluée à 31 469 habitants contre 26 954 en 1998.
| 1998   | 2008   |
| ------ | ------ |
| 26 945 | 31 469 |

## Culture

### Festivités
Waada : Chaque année, les habitants de Bouguirat organisent une fête en l'honneur de wali Sidi Charef Ibn Sidi Abdellah EL Khattabi, chef spirituel de la tribu Medjahers, et des visiteurs des régions voisines y assistent pour assister à la fantaisia 

## Sport

### Football
- C.R.M.Bouguirat [7]: Chabeb Rhiadi  Medinat Bouguirat  est un club algérien de football basé dans la ville de Bouguirat. Il a été fondé en 1941 [8]

## Personnalités liées à la ville
- Mohamed Kaboura  [9]